# Kapka Kassabova
Kapka Kassabova (født november 1973, på bulgarsk Капка Касабова) er digter og forfatter af skønlitteratur og fortællende faglitteratur. Hendes modersmål er bulgarsk, men hun skriver på engelsk.
Kapka Kassabova blev født og voksede op i Sofia, Bulgarien.  Hun studerede på French College i Sofia. Efter at have forladt Bulgarien med sin familie i sine sene teenageår, boede hun tolv år i New Zealand, hvor hun studerede fransk, russisk og engelsk litteratur samt kreativ skrivning på universiteterne i Otago og Victoria og udgav sine første poesi- og skønlitterære bøger. Hun flyttede til Skotland i 2005. Efter en årrække i Edinburgh slog hun sig ned i Skotlands højland.

## Karriere
Hendes debutdigtsamling Alle veje fører til havet vandt en NZ Montana Book Award, og hendes debutroman Reconnaissance vandt en Commonwealth Writers' Prize for Asia Pacific i 2000.
I 2008 udgav Kassabova erindringsbogen Street Without a Name, som blev nomineret til Dolmann Club Travel Book Award, og som Misha Glenny i The Guardian kaldte en "dyb meditation over dybden af forandringerne udløst af begivenhederne i 1989 i hele Østeuropa".  Scotland on Sunday beskrev det som "Et mindeværdigt skift med gode observationer, hvor begivenheder formidles med en forfatters øje. Med sine skarpt humoristiske detaljer om det nære familieliv og den stemningsfulde og nogle gange næsten spirituelle skildring af en æra, der er gået tabt, og et land forandret for altid, minder denne bog om Isabel Allendes skrifter. 
Kassabovas tangobiografi Twelve Minutes of Love (2011), blev nomineret til Scottish Book Awards og hyldet af The Independent som "en udsøgt udformet blanding af rejsebeskrivelser, erindringer, dansehistorie og rigtigt seriøst godt forfatterskab om den menneskelige tilstand."  The Scotsman's anmelder skrev, at "Kassabova er noget sjældent, nemlig en forfatter, der udmærker sig i enhver genre".  og New Zealand Listener skrev, at 'Kassabovas poesi udforsker eksil, afbrydelse og tab; hendes romaner og rejsebeskrivelser er rig på indsigt, fremmaner foruroligende verdener. Hun bringer disse elementer sammen i denne spændende beretning om tangos vanedannende karakter. Med et pænt twist afslører hun i sidste ende dens illusioner og placerer dens plads i en rejse, der er både personlig og universel.' 
I 2017 udkom hendes bog med fortællende faglitteratur Den sidste Grænse: Rejser på i kanten af Europe i Storbritannien, Danmark, USA og Bulgarien. En "modig og bevægende undersøgelse af det tragiske grænseland mellem Grækenland, Bulgarien og Tyrkiet",  den er blevet beskrevet i The Sunday Times som "en exceptionel bog om Bulgariens mørke, ofte magiske grænselande ... Rygende intens og sitrende kraftfuld."  af Peter Pomerantsev som "en bog om grænser, der får læseren til at føle sig overdådigt fri, en effekt opnået ved den måde, hun så yndefuldt bevæger sig mellem litterære grænser: Rejsebeskrivelse og eksistentielt drama; politisk historie og poesi«. Mark Mazower beskrev den i The Guardian som "en vidunderlig bog om en magisk del af verden",  "mysteriet... er bogens hjerte; mysteriet om marginale punkter og marginale mennesker"  ] Economist beskrev det som "vittig, gribende og lærd", "bringer skjult historie levende frem i lyset".  Caroline Moorhead i The New Statesman kaldte den "en rettidig, kraftfuld historie om immigration, venskab og rejser", "en exceptionel bog, en fortælling om at rejse og at lytte nøje efter, og den bringer noget helt nyt til den voksende litteratur om historien om moderne migration".  Professor Ash Amin fra British Academy beskrev i en pristale Border som værende "om Europas østlige område, bestemt, men også om essensen af sted og det menneskelige møde." Calvert Journal skrev, at Den sidste Grænse "genopfinder forfatterskabet om Balkan."

## Udgivelser
- All roads lead to the Sea, Auckland University Press 1997ISBN 1869405285 ,OCLC 957262995
- Reconnaissance, Penguin NZ 1999
- Love in the Land of Midas, London: Penguin, 2001,ISBN 9780141000121 ,OCLC 45339588
- Someone Else's Life, Bloodaxe 2003
- Marti Friedlander af Leonard Bell, Introduction, Auckland University Press, 2009,ISBN 978-1-8694-0444-4 ( ved AUP )
- Geography for the Lost, Bloodaxe 2007
- Street Without a Namen, Portobello 2008
- Villa Pacifica, Penguin NZ/ Alma Books 2011,ISBN 9781846881862 ,OCLC 779245751
- Twelve Minutes of Love: A Tango Story, Portobello 2011, OCLC 784580894
- Den sidste Grænse: Rejser på kanten af Europa, Informations Forlag 2017,ISBN 9781783782147 ,OCLC 973023241
- To the Lake: A Balkan Journey of War and Peace, Granta 2020,ISBN 9781783783977

## Eksterne links
- Forfatterens officielle hjemmeside
- British Academy Al-Rodhan-prisen
- Lyt til Kapka Kassabova, der læser sin poesi for British Library
- British Council forfatterside